# Buda (gmina Râfov)
Buda – wieś w Rumunii, w okręgu Prahova, w gminie Râfov. W 2011 roku liczyła 1030 mieszkańców.